# Carlyss
Carlyss es un lugar designado por el censo ubicado en la parroquia de Calcasieu en el estado estadounidense de Luisiana. En el censo de 2010 tenía una población de 4670 habitantes y una densidad poblacional de 150,5 personas por km².

## Geografía
Carlyss se encuentra ubicado en las coordenadas 30°10′36″N 93°22′11″O / 30.17667, -93.36972. Según la Oficina del Censo de los Estados Unidos, Carlyss tiene una superficie total de 31.03 km², de la cual 30.85 km² corresponden a tierra firme y (0.57%) 0.18 km² es agua.

## Demografía
Según el censo de 2010, había 4670 personas residiendo en Carlyss. La densidad de población era de 150,5 hab./km². De los 4670 habitantes, Carlyss estaba compuesto por el 89.08% blancos, el 7.43% eran afroamericanos, el 0.3% eran amerindios, el 1.03% eran asiáticos, el 0.02% eran isleños del Pacífico, el 0.19% eran de otras razas y el 1.95% pertenecían a dos o más razas. Del total de la población el 1.73% eran hispanos o latinos de cualquier raza.